# Isidorus Antonius Swane
Isidorus Antonius Swane (Waalre, 9 december 1875 - Vught, 20 april 1948) was een Nederlandse katholiek politicus.

## Familie
Swane was een zoon van Johannes Wilhelmus Swane en Johanna Daris. Zijn vader was linnenfabrikant. Hij trouwde met Maria Anna Henrica Jurgens. De margarinefabriek van haar grootvader Antoon Jurgens is een voorloper van Unilever.

## Loopbaan
Swane studeerde rechtswetenschappen aan de Universiteit Utrecht en promoveerde op stellingen. Hij vestigde zich in 1905 als advocaat in 's-Hertogenbosch. Hij was daarnaast onder andere kandidaat-notaris en gemeenteraadslid (ca. 1908-1921), plaatsvervangend voorzitter Raad van Beroep (1917-1946) en kantonrechter-plaatsvervanger (vanaf 1919). In 1921 verhuisde hij naar Vught. Hij was rechtskundig adviseur van de Hanzebank, die in 1923 failliet ging. De curatoren verweten hem een laakbare en trage afwikkeling van de kredieten. Hijzelf was tot twee dagen vóór de surseance van betaling grootdebiteur van de Hanzebank (f 125.000).
Hij was in 1910 kandidaat voor de Tweede Kamer in het district Helmond, maar werd verslagen door A.N. Fleskens. In 1918 kwam hij, met voorkeurstemmen, alsnog in de Kamer. Hij werd justitie-woordvoerder van de RK-fractie. In 1922 was hij kandidaat voor de NKP, een conservatieve afsplitsing van de RKSP, maar werd niet verkozen.
- Biografisch Portaal: 86712173
- Parlement.com: vg09ll9uz2tm